# Prymas

Herb prymasa (nie-kardynała, na taśmie pod tarczą znajduje się dewiza)

Prymas (łac. primas, od primus – pierwszy) – tytuł arcybiskupów katolickich związany z niektórymi stolicami biskupimi i ich historyczną rolą. Występuje również w niektórych kościołach anglikańskich, luterańskich i starokatolickich. Określany jako „pierwszy między równymi” – „primus inter pares”, nie posiada obecnie szczególnej władzy, pełniąc najczęściej funkcje ceremonialne (np. pierwszeństwo honorowe wśród biskupów danego kraju). Biskupi będący prymasami obdarzani byli na przestrzeni wieków różnymi przywilejami, jak np. prawo do stroju kardynalskiego, pełnienie funkcji legata. W Polsce tytuł prymasa Polski przysługuje arcybiskupom gnieźnieńskim, z kolei prymasa Włoch – papieżom.

## Prymas Polski
Przywilejem Prymasa Polski jest automatyczne członkostwo w Radzie Stałej Konferencji Episkopatu Polski oraz prawo noszenia szat kardynalskich, nawet jeśli kardynałem nie jest, z wyjątkiem czerwonej piuski.

## Prymasi w poszczególnych krajach
- Argentyna – arcybiskup Buenos Aires – od 1936
- Ameryka (kontynent) – patrz: Dominikana
- Anglia:
  - kościół anglikański:
    - arcybiskup Canterbury – „Prymas Całej Anglii”, do 1558 katolicki
    - arcybiskup Yorku – „Prymas Anglii”, do 1558 katolicki

  - Kościół katolicki:
    - arcybiskup Westminster
- Austria – patrz: Niemcy
- Belgia – arcybiskup Brukseli-Mechelen – od 1830
- Brazylia – arcybiskup São Salvador da Bahia – od 1676
- Bułgaria – arcybiskup Wielkiego Tyrnowa – tytuł „prymasa Bułgarii i Włachii” został ustanowiony po ustanowieniu unii kościelnej, istniał w latach 1204–1235, tytuł historyczny
- Chile – arcybiskup Santiago
- Czarnogóra – arcybiskup Baru – „Prymas Serbii”, tytuł honorowy używany od XV wieku, w 1902 potwierdzony przez Stolicę Apostolską[2]
- Czechy – arcybiskup Pragi – od 1627
- Dominikana – arcybiskup Santo Domingo – „Prymas Ameryki” – zgodnie z bullą papieża Piusa VII Divinis praeceptis z 28 listopada 1816 roku.
- Ekwador – arcybiskup Quito – tytuł na mocy decyzji konferencji episkopatu, od 1995
- Filipiny – arcybiskup Manili
- Francja:
  - arcybiskup Lyonu[3] – „Prymas Galii”, od 1079
  - arcybiskup Nancy[4] – „Prymas Lotaryngii” (Primat de Lorraine)
  - arcybiskup Reims[3] – „Prymas Gallia Belgica”, od 1089
  - arcybiskup Rouen[3] – „Prymas Normandii”, od 1457
  - arcybiskup Bourges – „Prymas Akwitanii”[5]
  - arcybiskup Bordeaux[3] – „Prymas Akwitanii”
  - arcybiskup Vienne – prymas dla rozległych terenów południowej Francji i Burgundii; nazywany czasem „Prymasem Prymasów”, z faktu iż podlegali mu inni prymasi z owych ziem, tytuł historyczny
  - arcybiskup Sens[3] – „Prymas Galii i Germanii” – tytuł historyczny, jego przywileje przeniesiono na arcybiskupa Lyonu.
- Gwatemala – arcybiskup Santiago de Guatemala[6]
- Hiszpania:
  - arcybiskup Bragi[3] „Primado de las Españas” (Prymas całej Hiszpanii) – dziś używany jest jedynie honorowy tytuł: „arcybiskup prymas Bragi” (Arcebispo Primaz de Braga). (patrz – Portugalia)
  - arcybiskup Tarragony – „Primado de las Españas” (Hispaniarum Primas, Prymas całej Hiszpanii), dawniej prymas dla Królestwa Aragonii, obecnie tytuł honorowy
  - arcybiskup Toledo[3] – dawniej „Primado de las Españas” (Prymas całej Hiszpanii), obecnie jako „Primado de España” (Prymas Hiszpanii), do dziś zachowuje honorowe pierwszeństwo w episkopacie Hiszpanii, od XI wieku
- Irlandia (w 1353 papież Innocenty VI oficjalnie uznał dwa tytuły):
  - arcybiskup Armagh[3] – „Prymas Całej Irlandii”,
  - arcybiskup Dublina[3] – „Prymas Irlandii”
- Kanada – arcybiskup Québecu
- Kolumbia – arcybiskup Bogoty – od 1902
- Kuba – arcybiskup Santiago de Cuba
- Łotwa – arcybiskup Rygi – od 1937
- Niemcy i Austria: od czasów Świętego Cesarstwa Rzymskiego istnieje tytuł „Primas Germaniae” (Prymas Germanii):
  - arcybiskup Moguncji – od IX w. prymat honorowy wśród biskupów Świętego Cesarstwa Rzymskiego, tytuł historyczny
  - arcybiskup Trewiru[3] – tytuł historyczny
  - arcybiskup Magdeburga[3] – honorowe pierwszeństwo wśród książąt-biskupów Cesarstwa, do sekularyzacji w 1648
  - arcybiskup Salzburga – tytuł pierwszy raz użyty już w średniowieczu, ostatecznie tytuł i prawa z nim związane przejęto po sekularyzacji archidiecezji Magdeburga oraz śmierci ostatniego jej administratora w 1680, tytuł potwierdzony w 1691 przez Stolicę Apostolską. Używany do dziś.
  - „Książę prymas” – tytuł ten nosił przewodniczący Związkowi Reńskiemu, były arcybiskup Moguncji, a późniejszy arcybiskup Ratyzbony Karol Teodor Dalberg. Tytuł nie został w pełni potwierdzony przez Kurię Rzymską.
- Nikaragua – arcybiskup Managua
- Peru – arcybiskup Limy – od 1572
- Portugalia – tytuł prymasa noszą arcybiskupi Bragi, lecz od 1716 r. pierwszeństwo przysługuje patriarchom Lizbony
- Polska:
  - Prymas Polski – arcybiskup Gniezna – od 1417
  - Prymas Galicji i Lodomerii – arcybiskup lwowski – tytuł istniał w latach 1817–1858 (w 1848 tytuł przekazany arcybiskupowi lwowskiemu obrządku greckokatolickiego)
  - Prymas Królestwa Polskiego – arcybiskup warszawski – tytuł istniał w latach 1815–1829 i 1925–1938
- Serbia patrz Czarnogóra arcybiskup Baru – tytuł historyczny
- Stany Zjednoczone – arcybiskup Baltimore – od 15 sierpnia 1859 arcybiskupi Baltimore posiadają pierwszeństwo wśród biskupów Stanów Zjednoczonych. Często określani są też tytułem prymasa Stanów Zjednoczonych, który jest tylko honorowy i nie ma statusu oficjalnego.
- Szkocja –
  - Kościół katolicki: arcybiskup Edynburga
  - Szkocki Kościół Episkopalny: Głowa kościoła tytułowana jest prymasem.
- Tunezja – arcybiskup Kartaginy – „Prymas Afryki” – tytuł ustanowiony przez Leona XIII w 1893, istniał do 1964
- Szwecja –
  - luterański arcybiskup Uppsali – „Prymas Szwecji”, zwierzchnik Kościoła Szwecji od 1530 luterański
  - arcybiskup Lund – „Prymas Danii i Szwecji”, podawany też jako „Prymas Skandynawii”, tytuł nadany w 1152, tytuł historyczny
- Wenezuela – arcybiskup Caracas
- Węgry – arcybiskup Ostrzyhomia (od 1993 r. arcybiskup metropolita ostrzyhomsko-budapeszteński)
- Włochy:
  - biskup Rzymu – „Prymas Włoch” (jeden z tytułów papieskich)
  - arcybiskup Salerno – dawniej prymas dla Królestwa Neapolu, dziś honorowy tytuł prymasa, przyznany na mocy bulli papieża Urbana II 20 lipca 1098
  - arcybiskup Pizy – „Prymas Korsyki i Sardynii” – dziś honorowy tytuł prymasa, przyznany na mocy bulli papieża Urbana II w 1092 roku.
  - arcybiskup Cagliari – „Prymas Sardynii” – tytuł honorowy, od 1409 roku.
  - arcybiskup Palermo – „Prymas Sycylii”

## Opat prymas
Obecnie tytuł przełożonego w niektórych zakonach:
- Benedyktyni
- Kanonicy laterańscy

Dawniej prymasami byli także opaci ważnych klasztorów benedyktyńskich w: Fuldzie (papież Jan XIII w 969 nadał opatowi Fuldy tytuł prymasa nad wszystkimi opatami Germanii i Galii), Monte Cassino, Fleury i Rzymie (klasztor św. Anzelma).